# Lecidere
Lecidere ist eine osttimoresische Aldeia. Sie nimmt die Küste des Sucos Bidau Lecidere (Verwaltungsamt Nain Feto, Gemeinde Dili) an der Bucht von Dili ein. In Lecidere leben 560 Menschen (2015).

## Lage und Einrichtungen
Lecidere bildet den Norden von Bidau Lecidere. Die Grenze zur Aldeia Capela bildet im Westen grob die Avenida Marginal, bei der Rua de Bé-Mori macht sie einen kurzen Knick nach Süden und folgt dann der Rua de Lecidere (ehemals Rua Gov. Filomeno de Câmara) bis zur Sucogrenze am Fluss Mota Bidau und der Avenida Dom Martinho Lopes (ehemals Estrada de Bidau bzw. Estrada de Lecidere).
Am Ufer steht im Westen die Lotte-Normaluhr und das Hauptquartier der Marinepolizei (portugiesisch Polícia Marítima). Richtung Osten folgt der Jardim Lecidere, eine Parkanlage. Im letzten Abschnitt liegen ein Fußballplatz, die Touristeninformation und der Bazar Ai-fuan, der Obstmarkt. In dem Teil Lecideres zwischen Avenida Marginal und Rua de Lecidere befinden sich der Praça da Imaculada Conceição mit einer Fontäne und das Denkmal Mutter Gottes, die Residenz des Erzbischofs von Dili und das Hotel Novo Turismo. Gegenüber dem Sitz der Erzdiözese von Dili wurde am Ufer am 30. August 2022 das Fußballfeld der Freundschaft zwischen Osttimor und China (Kampu Futebol Amizade Timor-Leste-Xina) eingeweiht.

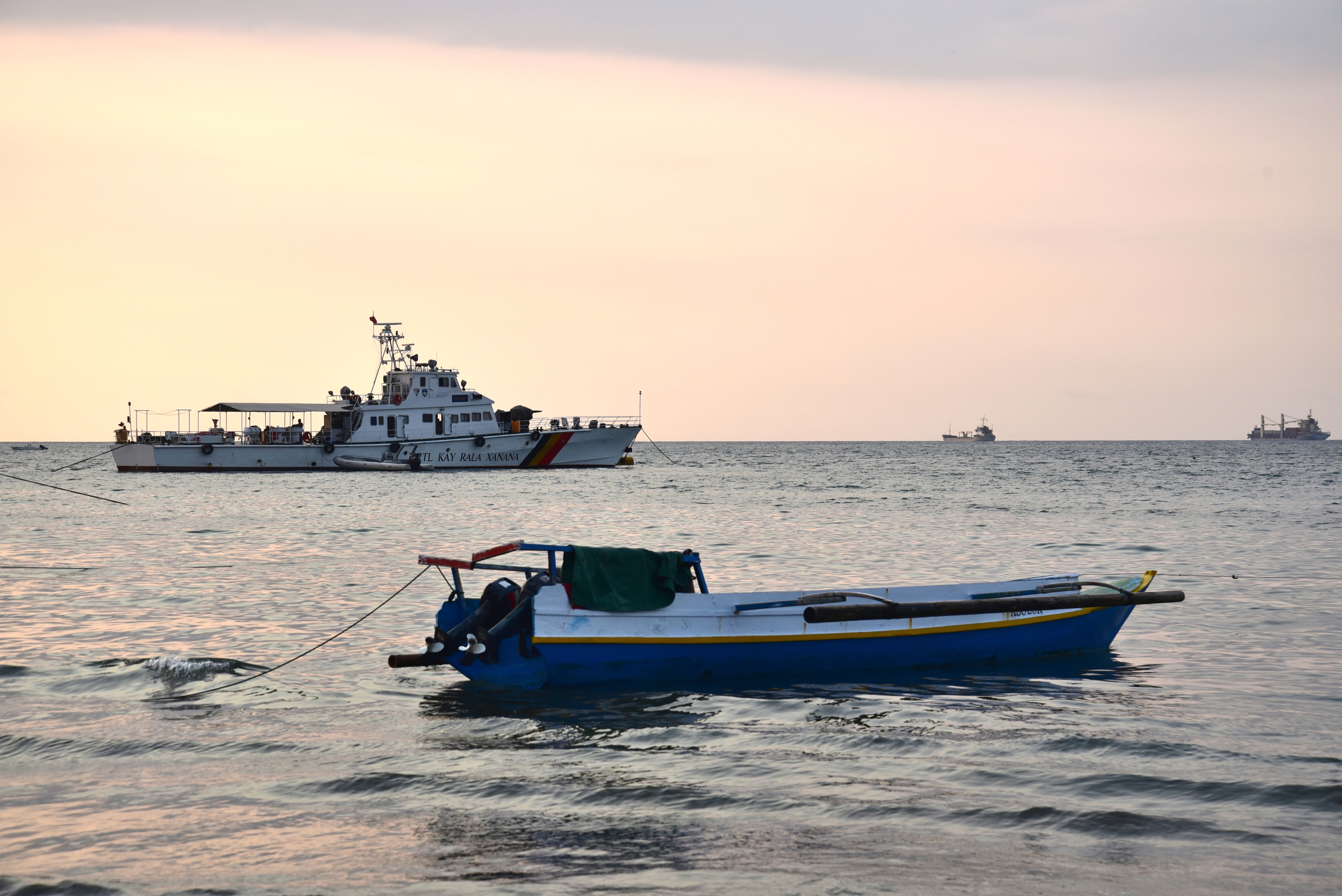
Ein Polizeiboot ankert vor Lecidere
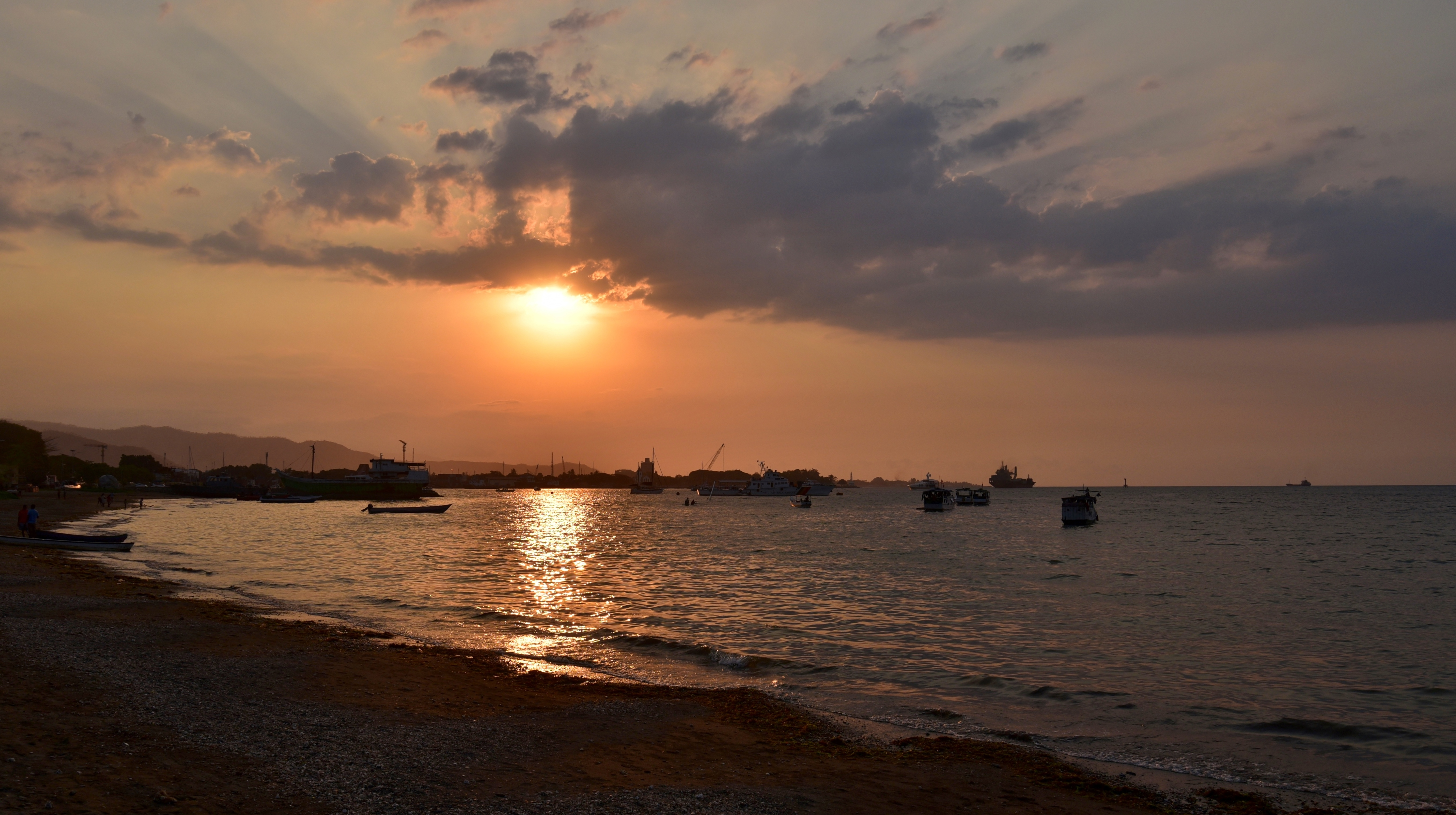
Ufer
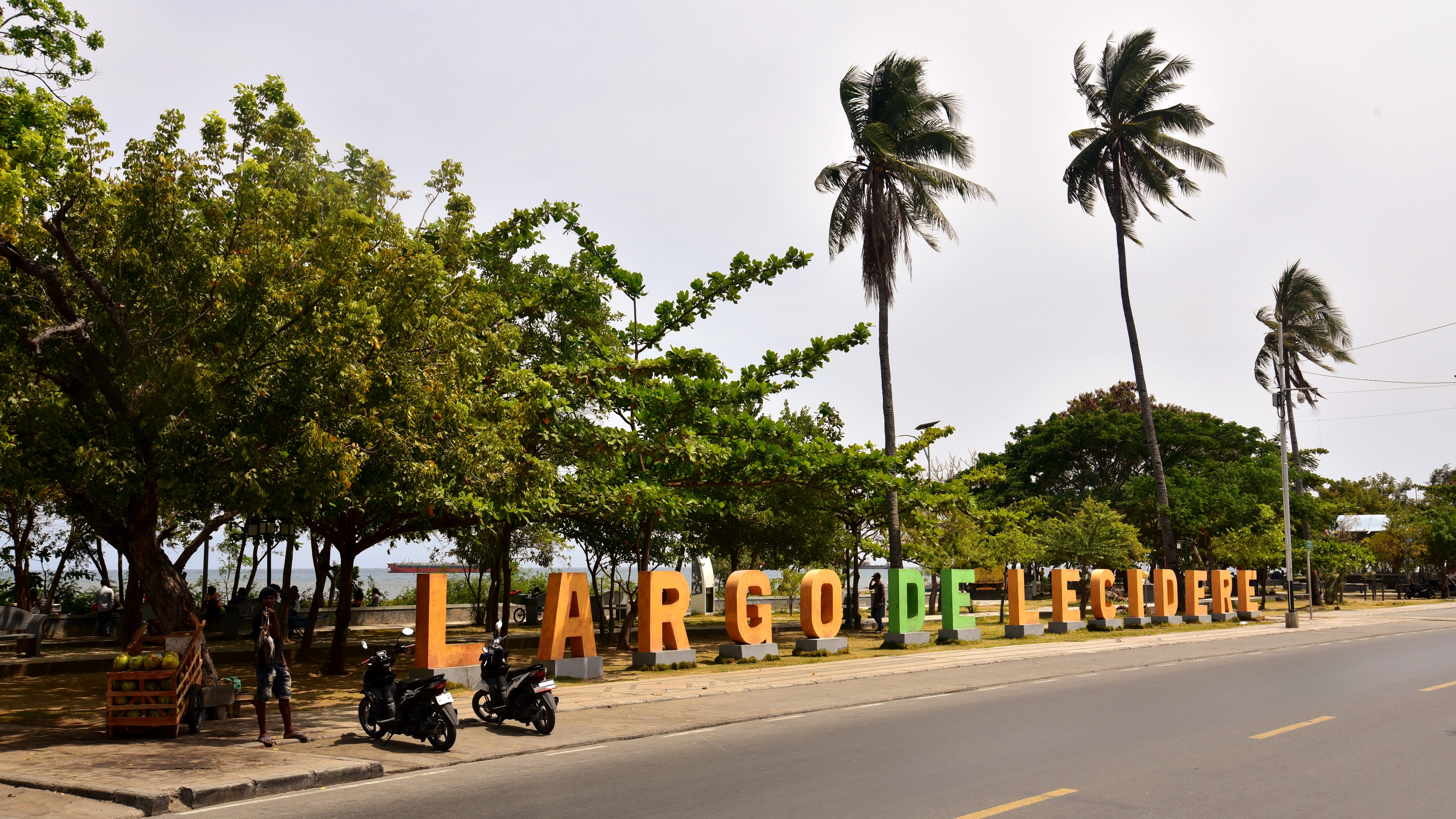
Largo de Lecidere
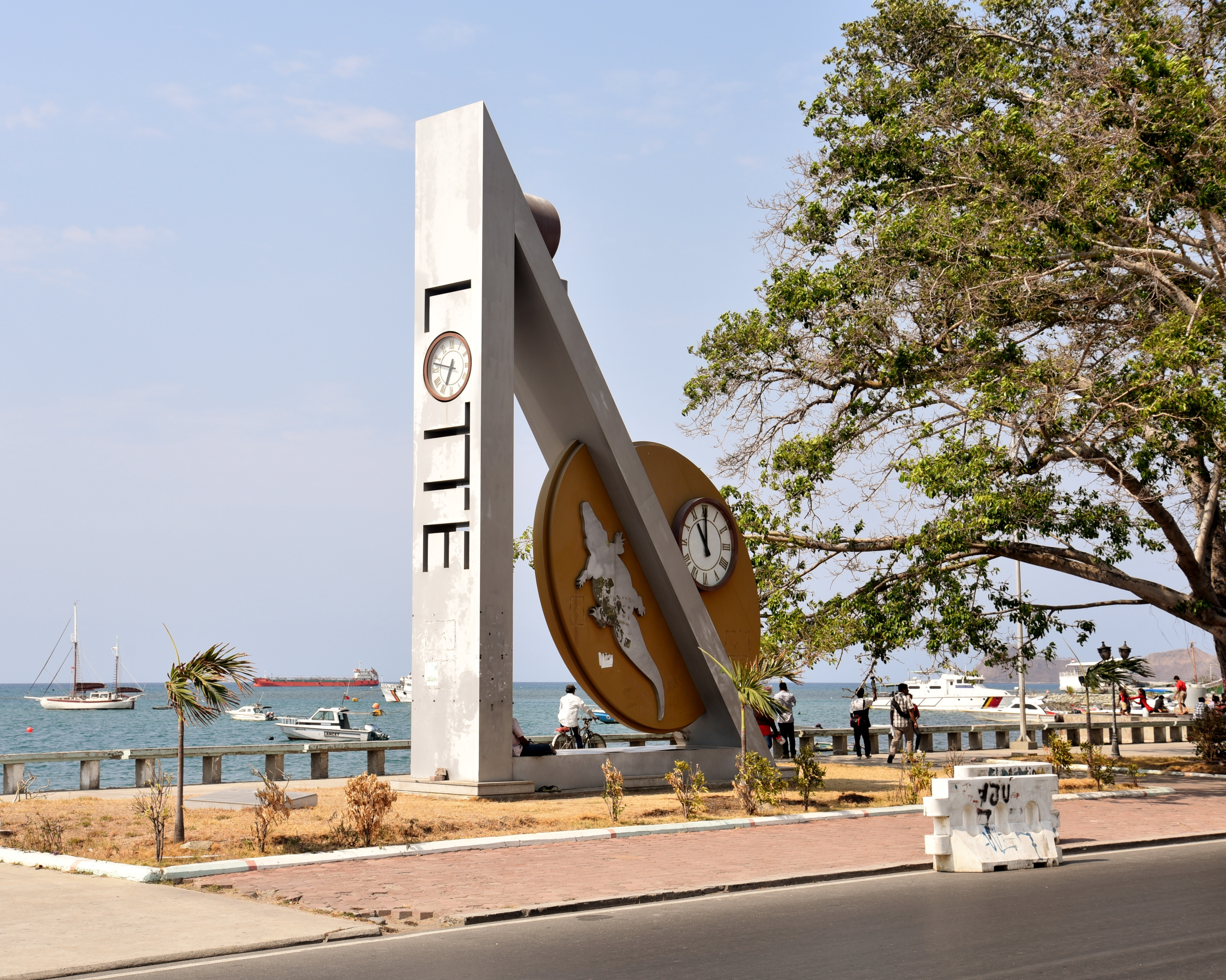
Lotte-Normaluhr
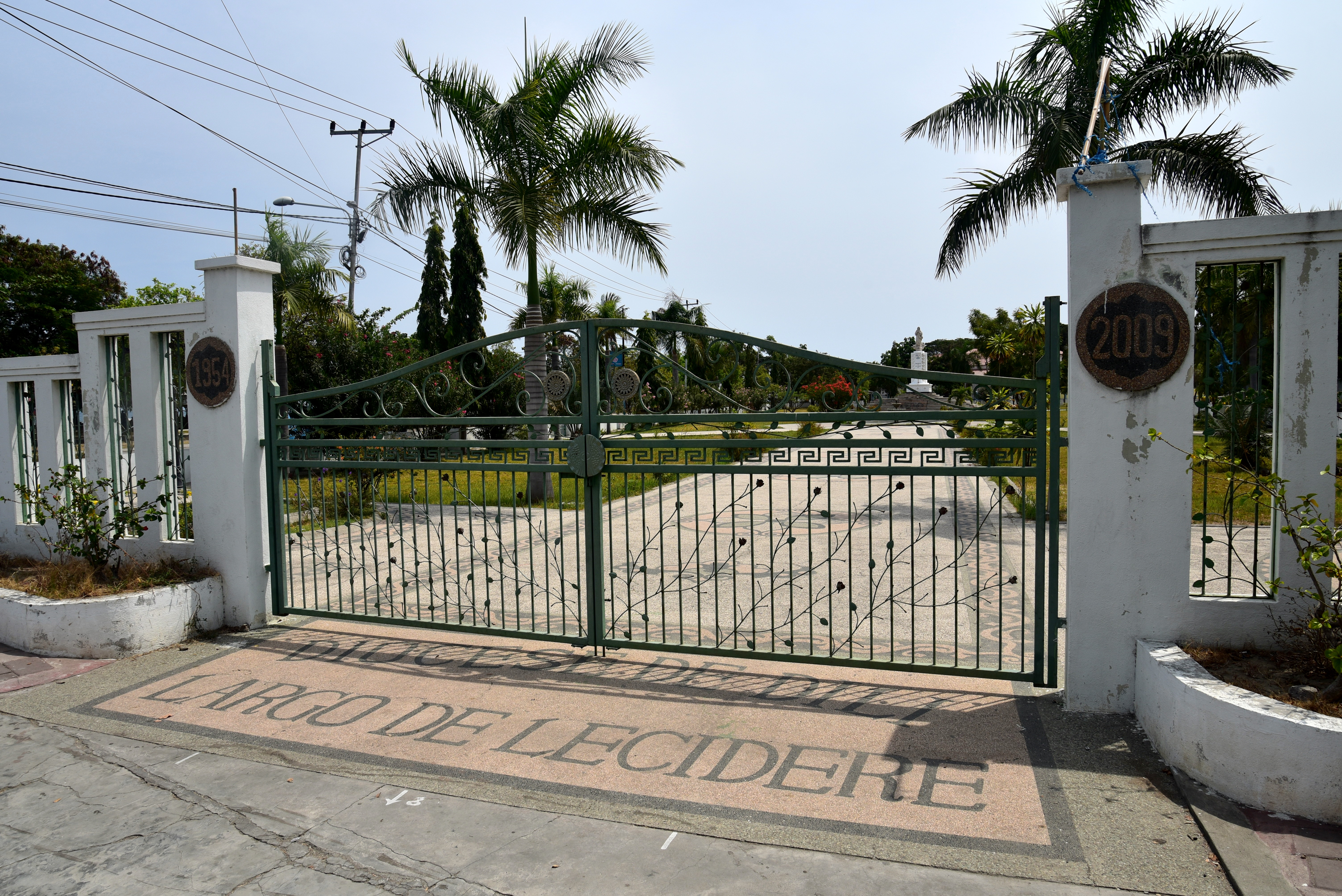
Eingang zum Praça da Imaculada Conceição
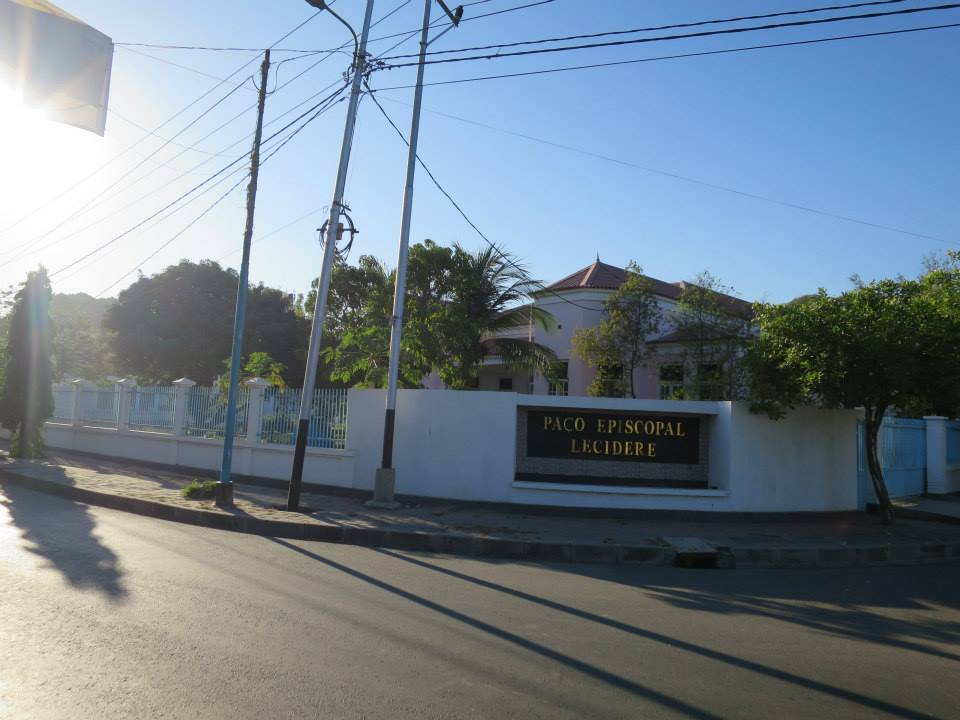
Sitz des Erzbischofs